# Spiracle
Spiracle ist ein Jazzalbum von Mars Williams und Vasco Trilla. Die am 5. Mai 2019 in den Thriller Underground Facilities, Barcelona entstandenen Aufnahmen erschienen im Oktober 2020 auf Not Two Records.

## Hintergrund
Spiracle war die zweite dokumentierte Begegnung des 2023 verstorbenen Saxophonisten Mars Williams in der alleinigen Begleitung eines Schlagzeugers. Der spanische Perkussionist Vasco Trilla hingegen hatte zuvor mit einer Vielzahl von Musikern in Duo-Situationen zusammengearbeitet, darunter Mikolaj Trzaska, Martin Küchen und Yedo Gibson. Mit dem Album Critical Mass (2023) setzten Mars Williams und Vasco Trilla ihre Zusammenarbeit fort. Es sollten die letzten Aufnahmen Williams’ sei, der im November 2023 starb. Postum erschien Anfang 2025 das Livealbum Awakening Nature from Her Dream.

## Titelliste
- Mars Williams / Vasco Trilla: Spiracle (Not Two Records MW1007-2)[2]

1. Book Lung 15:17
2. Stigma 8:01
3. Atlas Moth 7:03
4. Valve 15:12
5. Haemolymph 7:39

Die Kompositionen stammen von Mars Williams und Vasco Trilla.

## Rezeption
Sowohl der amerikanische Reed-Musiker Mars Williams als auch der spanische Perkussionist Vasco Trilla zeigten sich in der Duett-Konfiguration gut geerdet, schrieb John Sharpe in All About Jazz. Das Einfühlungsvermögen, das beide Musiker bei diesem Studiotermin in Barcelona zum Ausdruck bringen, zeuge von einer soliden Verbindung. Als einer der einfallsreichsten europäischen Perkussionisten zeige Trilla eine ausgefeilte und kontrollierte Beherrschung von Klangfarbe und Tonhöhe, insbesondere bei geringer Lautstärke. Mittlerweile würde Williams über alle Werkzeuge des Post-Albert-Ayler-Saxophonisten verfügen: ein vielfältiges Vokabular aus untemperierten Kreischen, explosiven Quacksalbern, hallenden Multiphonics und kreisenden, gehauchten Böen, vorgetragen mit Energie und Musikalität.
„Schreie, Klirren, Kreischen und Kratzen.“ Die Fähigkeit des Duos in der Tonmodulation bedeute jedoch, dass die beiden nie die Kontrolle über das Material verlieren oder es in einer formlosen Kakophonie versinken lassen, schrieb Ken Waxman in Jazz Word. Ein Track wie „Valve“ zum Beispiel behalte seine Originalität, da das Pfeifen und die Resonanz der Rim-Shots einem Klang weichen, der an eine Kalimba erinnere, und einen elektronisch anmutenden Drone. Nachdem Williams’ Saxophon-Triller zu Altissimo-Pfeifen aufsteigen, die von buchstäblichen Spielzeugquietschen umrahmt werden, erzeuge Trillas rollendes Schlagzeug genügend horizontale Muster, um ein melodisches Kontinuum einzuführen und zu bestätigen.